# Cantón de San Roque
El cantón de San Roque es una vía pública de la ciudad española de Vitoria.

## Descripción
La vía discurre desde la calle de la Correría hasta la de la Diputación Foral, con cruces con la de la Zapatería y la de la Herrería. El cantón, que recibió el título actual en octubre de 1887, aparece descrito en la Guía de Vitoria (1901) de José Colá y Goiti con las siguientes palabras:

Cantón de San Roque.—Diósele este nombre primitivo en 12 de octubre de 1887. Principia en la calle de la Correría y termina en la de la Constitución.
(Colá y Goiti, 1901, p. 56)

Tanto Venancio del Val en sus Calles vitorianas como Knörr Borràs y Martínez de Madina Salazar en la Toponimia de Vitoria lo refieren como «el más estrecho de la ciudad».